# 小川九郎兵衛
小川 九郎兵衛（おがわ くろべえ、元和8年（1622年） - 寛文9年12月17日（1670年2月7日））は、江戸時代前期の開拓者。名は安次。

## 経歴・人物
武蔵国多摩郡岸村（現：東京都武蔵村山市）の郷士。明暦2年（1656年）幕府の許可を得て翌年岸村の東南東約10kmの武蔵野で新田開発に着手。玉川上水と野火止用水の分水地点から東側の武蔵野台地に小川新田を拓いた。